# Anna Tomaszewska
Anna Tomaszewska-Piasecka primo voto Grabowska (ur. 9 lipca 1951 w Krakowie) – polska aktorka.

## Życiorys
Absolwentka krakowskiej PWST (1973). Od 1980 roku w Teatrze Słowackiego w Krakowie. W latach 1985–2009 zagrała w kilkunastu spektaklach Teatru Telewizji.
Laureatka Ludwika – nagroda za rolę drugoplanową – Elżbiety Jepanczyn w przedstawieniu „Idiota” według Fiodora Dostojewskiego, w Teatrze im. Juliusza Słowackiego w Krakowie.
W marcu 2012 roku została odznaczona Srebrnym Medalem „Zasłużony Kulturze Gloria Artis”.

## Życie prywatne
Anna Tomaszewska była żoną aktora Andrzeja Grabowskiego, z którym ma dwie córki: Zuzannę Grabowską i Katarzynę Grabowską. Para rozwiodła się w 2008 roku. Obecnie jest związana z satyrykiem Krzysztofem Piaseckim.

## Kariera zawodowa
- Teatr Ludowy Kraków-Nowa Huta 1973–1975
- Teatry Dramatyczne Szczecin 1975
- Tarnowski Teatr im. Ludwika Solskiego Tarnów 1976–1978
- Teatr Polski Poznań 1978–1979
- Teatr im. Juliusza Słowackiego Kraków od 1980

## Filmografia
- 1980: Z biegiem lat, z biegiem dni...
- 1997: Boża podszewka jako Jaśmina
- 1997: Klan jako lekarka w szpitalu, w którym przebywał Michał
- 2003, 2014–2016: Na dobre i na złe jako żona inżyniera Nyczki (2003); teściowa Krzysztofa Radwana (2014–2016)
- 2004: Jednota
- 2005–2007: Egzamin z życia jako Wanda Kopczyńska, matka Konrada
- 2008: Jak żyć? jako mama Kuby
- 2008: Senność jako teściowa Roberta
- 2009: Siostry jako Zosia, gospodyni księdza
- 2010: Majka jako Róża Olkowicz, babcia Majki
- 2011: Wymyk jako matka Alfreda i Jerzego
- 2011–2012: Julia jako Hanna Janicka
- 2014: Czas honoru jako zapłakana kobieta (odc. 7)
- 2014: Ojciec Mateusz jako Waleria (odc. 159, 400)
- 2016: #WszystkoGra jako Franciszka
- 2016–2018 Przyjaciółki jako Bożena, matka Jaśka, przyjaciółka Stefy
- 2017: M jak miłość jako ciotka Izy (odc. 1308, 1325)
- 2017: Komisarz Alex jako matka Górskiego, sąsiadka Boguckiej
- 2018: Twarz jako matka Jacka
- 2019: Chyłka. Kasacja jako sąsiadka Langera jr (odc. 2)
- 2019: 1800 gramów jako Halina, pracownica ośrodka
- 2022: Prawdziwe życie aniołów jako pielęgniarka oddziałowa
- 2023: Wyrazy bliskoznaczne
- 2023: Kobieta z... jako matka Andrzeja/Anieli
- 2024: Ojciec Mateusz jako Waleria Lipiec (odc. 400)